# جامعة الأم تريزا للنساء
جامعة الأم تريزا للنساء هي جامعة عامة في كودايكانال، تاميل نادو في الهند. تأسست في عام 1984 من خلال سن قانون تاميل نادو 15. وهي تراقب وتقدم خدمات استشارية وأبحاث في دراسات المرأة.
تقدم الجامعة دورات التعليم عن بعد. بدأت مدرسة التعليم عن بعد بجامعة الأم تريزا للمرأة في عام 1988 في كودايكانال.